# José María Facio Lince
José María Facio Lince y Lotero (Medellín, 23 de octubre de 1816-Rionegro, 18 de septiembre de 1853) fue un abogado, intelectual y político colombiano, que se desempeñó como gobernador de la Provincia de Medellín entre 1851 y 1853. 

## Biografía
Nació en Medellín en 1816, en plena guerra de independencia de Colombia, hijo de José Facio Lince y Lotero y de Concepción Lotero y Duque. Realizó sus primeros estudios en el Colegio Académico de Medellín. A los 14 años se convirtió en escribiente de la Secretaría de Gobierno de la Provincia de Antioquia y en 1836 se graduó de Abogado del Colegio Mayor de San Bartolomé de Bogotá, para después convertirse en doctor en jurisprudencia de la misma institución.
En 1840 fue nombrado por designación gubernamental como Rector del Colegio Provincial de Antioquia, pero no llegó a ejercer. Así comenzó su carrera en el sector público, para después ser Juez de Circuito de Envigado y Juez del Nordeste en 1844. En 1848 se convirtió en diputado a la Cámara Provincial de Antioquia y en 1850 fue nombrado como Secretario de Gobierno por el gobernador Jorge Gutiérrez de Lara. Por esta misma época también fue Representante a la Cámara en el Congreso por el Partido Liberal. En 1845 fue uno de los fundadores de la Sociedad de Amigos del País, organización política e intelectual de orientación liberal radical que comenzó a tener un gran poder en Antioquia a mediados del siglo XIX, logrando, por ejemplo, la expulsión de los jesuitas de Antioquia en 1851. En 1850 fue el primer rector del Colegio Santa Teresa, primer colegio para mujeres en Antioquia. Dirigió los periódicos El Amigo del País y El Censor (1847-1849).
Al acabarse la Guerra de los Supremos en 1844, el Colegio Provincial de Antioquia (Actual Universidad de Antioquia) fue entregado a los jesuitas para su administración, lo que causó el descontento de un grupo de jóvenes liberales librepensadores, que, liderados por Facio Lince, quien había sido profesor de matemáticas, llevaron a cabo la resistencia armada a la administración jesuita. En menos de dos años lograron su expulsión y Facio Lince se convirtió en el nuevo rector de la institución. Durante su rectorado introdujo nuevas materias como inglés, lógica y las matemáticas, economía política y derecho de gentes, geografía, cosmografía y cronología, física y mecánica; fue también durante su administración que, gracias a la laicidad de la educación, se dio origen al grupo de liberales radicales antioqueños. Su administración duró hasta enero de 1851, excepto por un breve período en 1848 cuando fue destituido por el presidente Tomás Cipriano de Mosquera, y reemplazado por Cosme Zuleta, situación que generó fuertes disturbios que terminaron en la reincorporación de Facio Lince como rector.
Tras haber sido rector fue nombrado Gobernador de la Provincia de Medellín por el presidente José Hilario López, quien se había estado encargado durante su administración de expulsar a todos los gobernantes conservadores en las provincias del país. Extendió su mandato hasta abril de 1853, para morir en septiembre del mismo año.